# 버키와 투투
버키와 투투는 트랜즈 아트에서 제작한 TV 애니메이션 시리즈이다. 이 시리즈는 총 26화로 제작되었고 1999년 10월 5일부터 2000년 3월 28일까지 TV 도쿄에서 방영되었다.
대한민국에서는 2000년에 KBS에서 방영되었다.

## 이야기
이 이야기는 하늘 위의 바다 아래에 있는 "병렬 행성"이라는 장소를 배경으로 한다.

## 등장인물
- 바쿠
- 핑크
- 카이
- 달타냥
- 알리바바
- 라이브
- 란마루
- 루시
- 데드
- 하야테
- 잔느
- 우츠로

## 방영 에피소드
1. 꿈꾸는 소년 내 이름은 버키
2. 양치기 소녀 거짓말은 나빠!
3. 요정이 꾸는 꿈은
4. 환상의 날개 날아라 치키붕붕
5. 꿈을 쫓는자 그 이름은 자오
6. 시계 바늘탑을 향하여
7. 최고가 되는 길 첫번째 시험
8. 전사의 후예 달타냥
9. 진짜 후계자는 누구
10. 알리바바와 40인의 도적
11. 꿈꾸는 악마 데블몬스터의 눈물
12. 미아가 된 폭탄맨
13. 시계바늘탑의 저주
14. 꿈을 막는자 그 이름은 할머니
15. 생명의 독 깨어나는 악몽
16. 수호천사 라이브 꿈을 노래하는 소년
17. 꿈을 잃은 수호천사
18. GC 란마루, 꿈을 향해 달리다!
19. 해적왕이 되고싶어
20. 카멘의 역습 밀림을 지켜라
21. 얼어버린 꿈 수호천사 잔느
22. 생명의 힘을
23. 밝혀지는 비밀 핑크볼 대왕
24. 마음의 사막을 탈출하라
25. 최후의 선택 칸을 공격하라
26. 꿈 그리고 영원한 시작

## 주제가
- 오프닝과 엔딩: 세상은 도전하는 자의 것

작사 - 이원희
작,편곡 - 유준열
노래 - 이원희